# 4,α-二甲基苯乙烯
4,α-二甲基苯乙烯是一种有机化合物，化学式C10H12，可见于野胡萝卜、歐芹、川芎等物种。它可由伞花烃或1,5,8-对薄荷三烯的催化脱氢制得。它和三溴甲烷在氢氧化钠存在下反应，可以得到4-(2,2-二溴-1-甲基环丙基)甲苯。